# Peter Nielsen (1876–1949)
Niels Peter Nielsen, född 2 december 1876 i Haldum, död 27 september 1949, var en dansk skådespelare och manusförfattare.
Nielsen teaterdebuterade i Randers och kom åren runt första världskriget att engageras vid Dagmarteatret i Köpenhamn. Han filmdebuterade 1909 och medverkade i en rad stumfilmer.

## Filmografi (urval)
- 1910 – Massösens offer
- 1911 – Den hvide slavehandel II
- 1912 – Den levande döde
- 1919 – Jefthas dotter
- 1919 – Presidenten
- 1934 – Flugten fra millionerne